# Норт-Лорел (Меріленд)
Норт-Лорел (англ. North Laurel) — переписна місцевість (CDP) в США, в окрузі Говард штату Меріленд. Населення — 25 379 осіб (2020).

## Географія
Норт-Лорел розташований за координатами 39°8′14″ пн. ш. 76°50′17″ зх. д. / 39.13722° пн. ш. 76.83806° зх. д. (39.137306, -76.838040).  За даними Бюро перепису населення США в 2010 році переписна місцевість мала площу 3,30 км², з яких 3,19 км² — суходіл та 0,11 км² — водойми. В 2017 році площа становила 16,93 км², з яких 16,79 км² — суходіл та 0,15 км² — водойми.

## Демографія
Перепис 2010 року початково повідомляв, що у переписній місцевості мешкали 4474 особи в 1531 домогосподарстві у складі 1162 родин. Густота населення становила 1355 осіб/км².  Було 1636 помешкань (496/км²). Пізніше виявлено помилку визначення границі переписної місцевості, і дані збільшено у кілька разів.
Расовий склад населення:
| - 45,1 % — білих - 31,0 % — чорних або афроамериканців - 17,9 % — азіатів - 0,4 % — корінних американців - 1,8 % — осіб інших рас |

До двох чи більше рас належало 3,8 %. Частка іспаномовних становила 6,2 % від усіх жителів.
За віковим діапазоном населення розподілялося таким чином: 30,6 % — особи молодші 18 років, 66,1 % — особи у віці 18—64 років, 3,3 % — особи у віці 65 років та старші. Медіана віку мешканця становила 32,8 року. На 100 осіб жіночої статі у переписній місцевості припадало 95,5 чоловіків;  на 100 жінок у віці від 18 років та старших — 91,6 чоловіків також старших 18 років.
Середній дохід на одне домашнє господарство  становив 108 847 доларів США (медіана — 89 536), а середній дохід на одну сім'ю — 123 245 доларів (медіана — 105 889). Медіана доходів становила 60 528 доларів для чоловіків та 61 478 доларів для жінок. За межею бідності перебувало 4,8 % осіб, у тому числі 6,4 % дітей у віці до 18 років та 4,5 % осіб у віці 65 років та старших.
Цивільне працевлаштоване населення становило 12 636 осіб. Основні галузі зайнятості: освіта, охорона здоров'я та соціальна допомога — 21,4 %, науковці, спеціалісти, менеджери — 16,7 %, публічна адміністрація — 13,6 %, роздрібна торгівля — 11,1 %.